# 横須賀市立大津中学校
横須賀市立大津中学校（よこすかしりつ おおつちゅうがっこう）は、神奈川県横須賀市大津町五丁目にある公立中学校。

## 沿革
- 1976年 - 横須賀市立馬堀中学校から分離、移転した横須賀市立常葉台中学校（現、横須賀市立常葉中学校）の校舎を使い開校
- 1977年 - 校歌『大津の丘のうた』制定
- 1979年 - 新校舎完成。現在地に移転
- 1980年 - 体育館完成
- 1981年 - プール完成
- 1982年 - 陸上男子走高跳で全国3位
- 1983年 - 柔道部が全国大会で3位入賞
- 1986年 - 創立10周年記念式典挙行、柔道部が重量級で全国優勝、剣道部が全国大会に進出、生徒数が1410人となり市内一のマンモス校となる
- 1987年 - 格技場が完成、陸上男子110メートルハードルで全国2位
- 1991年 - 柔道部が全国大会で8位
- 1996年 - 創立20周年記念式典挙行
- 2006年 - 創立30周年記念式典挙行
- 2015年 - 男子駅伝部が第23回関東中学校駅伝競走大会において8位入賞
- 2016年 - 創立40周年記念式典挙行
- 2022年 - 女子水泳部個人が全国1位

## 学園祭
毎年9月には体育祭に当たる大津祭が開催される。

## 部活動

### 運動部
- 野球部（軟式）
- ソフトボール部
- 陸上部
- 男女テニス部（ソフトテニス）
- 水泳部
- バレーボール部
- 男女バスケットボール部
- 卓球部
- 柔道部
- 剣道部

### 文化部
- 吹奏楽部
- 演劇部
- 手芸部
- 理科・園芸部
- 英語文芸部
- アート部

## 通学区域
2014年度は以下の通りである。
- 平成町1丁目5番地3
- 安浦町3丁目の内27番～31番地
- 三春町
- 富士見町1丁目の内13番～30番地
- 根岸町1丁目、2丁目、3丁目の内1番、5丁目（20番、21番、22番（1号～13号を除く）23番、26番～30番を除く）
- 大津町
- 馬堀海岸1丁目の内1番
- 池田町1丁目、2丁目、3丁目の内9番2号～14号、4丁目～6丁目

また、以下は他校の通学区域であるが、通うことができる。
- 公郷町5丁目31、32、34、40、42、60番地
- 根岸町3丁目5番
- 馬堀海岸1丁目（1番を除く）
- 池田町3丁目（9番2～14号を除く）、吉井2丁目（1～4番、7番、8番を除く）
- 吉井3丁目、4丁目

## 進学前小学校
- 横須賀市立山崎小学校 - 全域
- 横須賀市立大津小学校 - 全域
- 横須賀市立根岸小学校 - 全域
- 横須賀市立大塚台小学校 - 池田町4丁目

また、公立学校選択制により、以下の学校からも進学できる。
- 横須賀市立諏訪小学校
- 横須賀市立田戸小学校
- 横須賀市立公郷小学校
- 横須賀市立森崎小学校 - 公郷中学校が通学区域の地域のみ
- 横須賀市立走水小学校
- 横須賀市立馬堀小学校
- 横須賀市立望洋小学校
- 横須賀市立大塚台小学校 - 久里浜中学校と浦賀中学校の通学区域の地域
- 横須賀市立浦賀小学校
- 横須賀市立高坂小学校
- 横須賀市立小原台小学校
- 横須賀市立鴨居小学校
- 横須賀市立大矢部小学校 - 久里浜中学校が通学区域の地域のみ
- 横須賀市立久里浜小学校 - 久里浜中学校が通学区域の地域のみ
- 横須賀市立明浜小学校 - 久里浜中学校が通学区域の地域のみ
- 横須賀市立神明小学校 - 久里浜中学校が通学区域の地域のみ

## 周辺施設
- 大津公園
- 信楽寺 (横須賀市)
- 神奈川県立横須賀大津高等学校

## 交通
京浜急行電鉄、新大津駅、京急大津駅、堀ノ内駅よりそれぞれ徒歩7分

## 著名な出身者
- 天達武史（気象予報士）1990年度卒
- 横須賀享（プロレスラー）1992年度卒
- 遠藤俊介（写真家）1992年度卒
- 高橋徹（元野球選手）2001年度卒
- 秋山翔吾（野球選手：広島東洋カープ）2003年度卒
- 古川あおいアン（バレーボール選手：岡山シーガルズ）2018年度卒